# Piers Morgan
Piers Stefan Pughe-Morgan (Guildford, Surrey, 30 de marzo de 1965) es un editor, periodista y presentador de televisión británico. Conocido principalmente por trabajar como jurado en programas de televisión y por haber participado en un reality show, en septiembre de 2010 se anunció que sería el sucesor de Larry King al frente del programa de entrevistas que conducía en la CNN, llamado Piers Morgan Live y emitido entre 2011 y 2014. También ha trabajado en el programa Good Morning Britain.  
En el Reino Unido es conocido principalmente por su rol de jurado del programa Britain's Got Talent. En Estados Unidos, es conocido por haber sido jurado de America's Got Talent y por haber sido el ganador de El Aprendiz: Celebridades.

## Biografía
Es el menor de cuatro hermanos, nacido de Vincent y Gabrielle O'Meara. Su padre murió cuando tenía un año. Poco tiempo después su madre se casó con Glynne Pughe-Morgan y juntos mantuvieron a la familia.
Cuando estaba en primaria, Morgan estudió en un colegio del estado, luego, hasta los trece en uno privado y finalmente los terminó en el Chailey School', otra escuela pública. Realizó sus estudios universitarios en el Harlow College. Después de un breve paso por el periódico Lloyd's of London, trabajó como reportero para Surrey and South London Newspaper Group. Pero su carrera formal comenzó cuando lo contrataron en el tabloide The Sun.

## Carrera

### Periodismo
El gran salto en su carrera fue cuando lo contrataron en el conocido tabloide, The Sun, específicamente para escribir la columna Bizarre, bajo el editor Kelvin MacKenzie. En 1994, cuando tenía 28 años, fue nombrado editor del News of the World por Rupert Murdoch, convirtiéndose en el editor más joven en más de un siglo. Rápidamente ganó infamia por su manera de escribir artículos y por no respetar la privacidad de las celebridades, alegando que no podía manipular la situación para lograr sus propios fines.
Más tarde, como editor del Daily Mirror, Morgan fue ampliamente criticado y forzado a pedir disculpas públicas por el titular "Achtung! Surrender" (¡Atención! Rendíos, en castellano), un día antes de que Inglaterra se enfrentara a Alemania en la Eurocopa de 1996.
Tras recibir más de 40.000 críticas formales por los comentarios del presentador sobre duquesa de Sussex en la entrevista concedida a Oprah Winfrey, renunció al programa tras conocer la noticia de que la oficina de comunicaciones del Reino Unido abrió una investigación sobre el hecho. La cadena que transmite “Good Morning Britain” indicó que “aceptó la decisión y no tiene nada que agregar”.